# محمدباقر محمدی لائینی
محمدباقر محمدی لائینی (زادۀ ۱۳۳۲ نجف) امام جمعه شهر ساری و نماینده ولی فقیه در استان مازندران است. وی همچنین نماینده استان مازندران در دوره ششم مجلس خبرگان رهبری است.
او به دنبال درگذشت نورالله طبرسی، با حکم سید علی خامنه‌ای از ۱۴ آبان ۱۳۹۸ به عنوان نماینده ولی فقیه در استان مازندران و امام جمعه شهرستان ساری منصوب شد. وی پیش از آن امام جمعه شهرستان نکا بود.
وی همچنین عضو شورای حوزه‌های علمیه استان مازندران و تولیت حوزه علمیه امام علی ساری را عهده‌دار است.
او فرزند حسین محمدی لائینی نماینده پیشین مردم مازندران در مجلس خبرگان و متولد شهر نجف در کشور عراق است و تا سال ۱۳۳۸ در این کشور زندگی می‌کرد. پس از آن، به همراه خانواده به دلیل نقل مکان پدر به ایران، راهی ولایت خود در شهرستان نکا شد. محمدی لائینی تحصیلات ابتدایی را در روستای کوهستان نزد محمد کوهستانی آموخت و در سال ۱۳۴۴ راهی قم شد و در حوزه علمیه قم به تحصیل علوم دینی مشغول بوده‌است. او از کتاب صمدیه به بعد را در این حوزه آموخت و توانست در سال ۱۳۵۲ سطح خارج را به پایان برساند. وی دوره خارج اصول را نزد استادانی چون سید ابوالفضل موسوی تبریزی، میرزا یدالله دوزدوزانی تبریزی، محمدتقی ستوده اراکی، مصطفی اعتمادی تبریزی، سید محمدباقر سلطانی و محمد فاضل لنکرانی گذراند.
در سال ۱۳۶۱ و پس از بازگشایی دانشگاه‌ها، همزمان با ادامه تحصیل در حوزه علمیه قم، در دانشگاه تهران، دانشگاه صنعتی شریف و دانشگاه علوم پزشکی مازندران به تدریس معارف اسلامی و اخلاق و تاریخ اسلام پرداخت و در فاصله سال‌های ۱۳۷۵ تا ۱۳۸۲ نیز به عنوان مدیر گروه معارف اسلامی دانشگاه علوم پزشکی مازندران فعالیت می‌کرد.
محمدباقر لائینی بعد از درگذشت پدر و به درخواست مردم نکا، امام جمعه این شهر و تولیت حوزه علمیه آن شد.

## آثار و تألیفات
- استعدادهای زن (۱۳۷۰)؛ سازمان تبلیغات اسلامی، تهران
- نگرشی به تصوف (۱۳۷۸)؛ دبیرخانه مجمع معارف اسلامی، قم
- معیارها و عوامل تمدن از نظر قرآن (۱۳۸۰)؛ دارالقرآن الکریم، قم
- مادی و مجرد در فلسفه اسلامی (۱۳۸۷)؛ شلفین، ساری
- خوشبختی و رستگاری از دیدگاه قرآن کریم (۱۳۸۸)؛ شوق، ساری
- بررسی فقهی شبیه‌سازی انسان (۱۳۹۴)؛ شرکت انتشارات علمی و فرهنگی
- سلوک محمدی (۱۳۹۶)؛ سرو سرخ، ساری (زندگی‌نامه حسین محمدی لائینی)[۵]